# Ісак Бабаді
Ісак Ахмед Корома Джуніор Бабаді (нід. Isaac Achmed Koroma Junior Babadi; нар. 6 квітня 2005, Неймеген) — нідерландський футболіст, півзахисник клубу ПСВ.

## Клубна кар'єра
Вихованець клубів «Гатерт», «Неймеген» і ПСВ. 7 квітня 2021 року підписав з клубом ПСВ свій перший професіональний контракт. 10 січня 2022 року дебютував за фарм-клуб «Йонг ПСВ», вийшовши на заміну в матчі Ерстедивізі проти «Алмере Сіті».
4 серпня 2023 року дебютував за ПСВ, вийшовши в стартовому складі на матч Суперкубка Нідерландів проти «Феєнорда». У підсумку провів на полі 73 хвилини, а його клуб став володарем трофею. 8 серпня дебютував в єврокубках в матчі третього кваліфікаційного раунду Ліги чемпіонів УЄФА проти «Штурма». У цьому ж поєдинку забив і свій перший гол за ПСВ. Дебютував в Ередивізі 12 серпня, вийшовши в стартовому складі в матчі проти «Утрехта». 11 лютого 2024 року в матчі проти «Волендама» відзначився першим голом в Ередивізі. 8 березня продовжив контракт з ПСВ до літа 2028 року. В своєму дебютному сезоні провів за першу команду 22 поєдинки і забив 2 голи, ставши чемпіоном Нідерландів.

## Кар'єра в збірній
Виступав за збірні Нідерландів до 17, до 18, до 19 і до 21 року. В травні 2022 року в складі до 17 років виступав на юнацькому чемпіонаті Європи в Ізраїлі, де нідерландці посіли 2-е місце на турнірі, програвши у фіналі французам.

## Статистика виступів
Станом на 3 травня 2025 
| Клуб              | Сезон             | Чемпіонат         | Чемпіонат | Чемпіонат | Кубок | Кубок | Єврокубки | Єврокубки | Інші  | Інші | Всього | Всього |
| Клуб              | Сезон             | Дивізіон          | Матчі     | Голи      | Матчі | Голи  | Матчі     | Голи      | Матчі | Голи | Матчі  | Голи   |
| ----------------- | ----------------- | ----------------- | --------- | --------- | ----- | ----- | --------- | --------- | ----- | ---- | ------ | ------ |
| Йонг ПСВ          | 2020–21           | Еерстедивізі      | 0         | 0         | —     | —     | —         | —         | —     | —    | 0      | 0      |
| Йонг ПСВ          | 2021–22           | Еерстедивізі      | 4         | 0         | —     | —     | —         | —         | —     | —    | 4      | 0      |
| Йонг ПСВ          | 2022–23           | Еерстедивізі      | 30        | 5         | —     | —     | —         | —         | —     | —    | 30     | 5      |
| Йонг ПСВ          | 2023–24           | Еерстедивізі      | 6         | 2         | —     | —     | —         | —         | —     | —    | 6      | 2      |
| Йонг ПСВ          | 2024–25           | Еерстедивізі      | 5         | 0         | —     | —     | —         | —         | —     | —    | 5      | 0      |
| Йонг ПСВ          | Всього            | Всього            | 45        | 7         | —     | —     | —         | —         | —     | —    | 45     | 7      |
| ПСВ               | 2023–24           | Ередивізі         | 16        | 1         | 0     | 0     | 5         | 1         | 1     | 0    | 22     | 2      |
| ПСВ               | 2024–25           | Ередивізі         | 8         | 1         | 1     | 0     | 4         | 0         | 0     | 0    | 13     | 1      |
| ПСВ               | Всього            | Всього            | 24        | 2         | 1     | 0     | 9         | 1         | 1     | 0    | 35     | 3      |
| Всього за кар'єру | Всього за кар'єру | Всього за кар'єру | 69        | 9         | 1     | 0     | 9         | 1         | 1     | 0    | 81     | 10     |

1. 1 2  Матчі в Лізі чемпіонів УЄФА
2. ↑  Матчі в Суперкубку Нідерландів

## Досягнення
ПСВ
- Чемпіон Нідерландів: 2023–24[9], 2024–25[10]
- Володар Суперкубка Нідерландів (2): 2023[11], 2025[12]

Збірна Нідерландів (до 17)
- Фіналіст юнацького чемпіонату Європи (до 17 років): 2022